# بوفالو (اکلاهما)
بوفالو(به انگلیسی: Buffalo) شهری در ایالت اکلاهما کشور ایالات متحده آمریکا است که جمعیت آن در سرشماری سال ۲۰۱۰ میلادی، ۱٬۲۹۹ نفر بوده‌است.